# Селлье, Диан
Диан Селлье (фр. Diané Sellier; род. 29 июля 2001 года, в г.Фонтене-су-Буа, Франция)  — польский спортсмен французского происхождения, специализирующийся в шорт-треке. Двукратный бронзовый призёр чемпионатов мира, 5-кратный призёр чемпионатов Европы. Выступает за клуб "GKS Stoczniowiec" (Гданьск).

## Спортивная карьера
Диан Селлье родился во Франции, где и начал заниматься шорт-треком в возрасте 6-ти лет на местном катке в Фонтене-су-Буа. С первых тренировок он себя проявил, как хороший спринтер и доминировал в своей возрастной категории с 2012 по 2019 год, выиграв семь чемпионатов. В 14 лет отправился в Национальный центр высотных тренировок в Фон-Роме. Он выиграл подряд три Кубка Европы среди юниоров, в 2017 году выиграл золото Европейского юношеского Олимпийского фестиваля на дистанции 1000 м и бронзу на дистанции 500 м
В 2017 году Селлье дебютировал на чемпионате мира среди юниоров в Инсбруке и участвовал в них до 2020 года. Тогда же на чемпионате мира среди юниоров в Бормио он стал 4-м в забеге на 1000 м. В ноябре 2019 года установил рекорд Франции среди юниоров в беге на 500 м на своем первом этапе Кубка мира в  Солт-Лейк-Сити. В 2020 году у него произошёл психический срыв из-за полной изоляции. Основная проблема заключалась в том, что тренировочная база французской команды по шорт-треку находилась в Пиренеях, почти в 900 километрах от его родного города, и он подумывал о том, чтобы уйти из спорта.
Его заметил тренер польской сборной Грегори Дюран, который ранее работал с французской командой по шорт-треку и тренировал Селлье в юниорском возрасте и пригласил в Польшу. Селлье решил остаться в польской команде и принять польское гражданство. В сезоне 2021/22 дебютировал за Польшу на Кубке мира, а в ноябре 21-го года прошёл олимпийскую квалификацию, но так как у него не было паспорта этой страны, то МОК ему не разрешил участвовать в олимпийских играх 2022 года.
В сезоне 2022/23 на этапе Кубка мира в Алматы он впервые выиграл в забеге на 500 м. Его победа сделала его первым мужчиной-шорт-трекистом, представляющим Польшу, выигравшим золото на этапе Кубка мира. Тогда же занял 3-е место в смешанной эстафете. В январе 2023 года на дебютном чемпионате Европы в Гданьске в составе мужской эстафетной команды выиграл бронзовую медаль. Он и его товарищи по команде стали первыми польскими мужчинами, завоевавшими медаль на чемпионате Европы. Он также занял 4-е место на дистанции 1500 м и 6-е на 1000 м. В марте на чемпионате мира в Сеуле занял 6-е место в смешанной эстафете, 8-е в мужской эстафете и 11-е в беге на 500 м.
В 2024 году на чемпионате Европы в Гданьске завоевал серебряную медаль в смешанной эстафете и бронзовую в мужской эстафете, на дистанции 500 м занял 4-е место, а в беге на 1500 м стал 6-м. 17 марта Диан завоевал бронзовую медаль в мужской эстафете на чемпионате мира в Роттердаме. В беге на 500 м занял 14-е место.